# Фотометрична величина
Фотометри́чна величина́ — адитивна фізична величина, що визначає часовий, просторовий, спектральний розподіл енергії оптичного випромінювання і властивостей речовин, середовищ і тіл як посередників перенесення або приймачів енергії (визначення узяте з ГОСТ 26148—84). Фотометричні величини використовуються у фотометрії й інших галузях науки.
За кількісним виразом фотометричні величини можна розділити на такі групи: 
- Енергетичні фотометричні величини
- Фотонні фотометричні величини
- Зредуковані фотометричні величини
- Світлові величини

Розподіли фотометричних величин в часі, просторі і по спектру описуються з допомогою: 
- Розподілу фотометричної величини в часі
- Індикатриси фотометричної величини
- Спектрального розподілу фотометричної величини

Засобом вимірювання фотометричних величин служить фотометри.
До фотометричних величин  відносяться  сила світла, освітленість, світловий потік, яскравість, коефіцієнт проходження і коефіцієнт відбиття.
| Фотометричні одиниці SI | Фотометричні одиниці SI | Фотометричні одиниці SI               | Фотометричні одиниці SI | Фотометричні одиниці SI | Фотометричні одиниці SI                                                                                            |
| Величина                | Позначення              | Формула                               | Одиниця SI              | Скорочення              | Примітка |
| ----------------------- | ----------------------- | ------------------------------------- | ----------------------- | ----------------------- | --- |
| Світлова енергія        | Qv                      | Q= Ф*t, t-час                         | люмен-секунда           | лм·с                    | Іноді цю одиницю називають тальботом                                                                               |
| Світловий потік         | Ф                       | Ф= I*4п                               | люмен = кд·ср           | лм                      | - |
| Сила світла             | Iv                      | I= Ф/4п                               | кандела=лм/ср           | кд                      | - |
| Яскравість              | B                       | B=I/A, А-площа поверхні, що світиться |                         | кд/м2                   | - |
| Освітленість            | Ev                      | Е=Ф/А                                 | люкс = лм/м2            | лк                      | Використовується щодо світла, яке падає на поверхню                                                                |
| Світність               | Mv                      | M=Ф/А                                 | люкс = лм/м2            | лк                      | Використовується щодо світла, яке випромінюється поверхнею                                                         |
| Світловий вихід         | -                       | -                                     |                         | лм/Вт                   | Відношення світлового потоку до густини потоку електромагнітного випромінювання, максимальне значення дорівнює 683 |
| Світлова експозиція     | Н                       | Н= Et= Q/A= ∫E dt                     | люкс/секунда            | лк/с                    | - |
| Світлова віддача        | К                       | -                                     | люмен/ват               | лм/вт                   | - |